# USS Saratoga (CV-3)
Za druge ladje z istim imenom glejte USS Saratoga.
USS Saratoga (CV-3) je bila peta vojaška ladja Vojne mornarice ZDA s tem imenom in tretja letalonosilka v sestavi Vojne mornarice ZDA.
25. septembra 1920 se je začela gradnja bojne križarke #3 v ladjedelnici New York Shipbuilding Corporation (Camden, New Jersey), dokler ni bil 1. julija 1922 izdan ukaz, da se spremeni v letalonosilko z oznako CV-3. Splovljena je bila 7. aprila 1925 in sprejeta v uporabo 16. novembra 1927. 

## 1928 - 1940
Saratoga je bila prva hitra letalonosilka Vojne mornarice ZDA, ki je hitro dokazala svojo vrednost. 6. januarja 1928 je odplula iz Filadelfije na urjenje in 1. januarja je Marc A. Mitscher (bodoči junak druge svetovne vojne) opravil prvi pristanek letala na njenem krovu. 27. januarja je zračna ladja Los Angeles (ZR-3) izvedla priključitev k Saratogi ter se oskrbela z gorivom in drugimi zalogami. Istega dne je odplula proti Pacifiku (čez Panamski kanal). Med 14. in 16. februarjem je opravila krajši ovinek, ko je izkrcala marince v Nikaragvi in se pridružila 21. februarja floti v San Pedru. Preostanek leta je preživela med urjenjem in dokončni usposobitvi motorjev.
15. januarja 1929 je odplula iz San Diega z ostalo floto, da bi sodelovala v prvi flotni vaji - Problem flote IX. V tej vaji je dokazala možnost uporabe Task Force okoli letalonosilke, saj je uspešno »napadla« Panamski kanal. Ta nova taktika je bila sprejeta in naslednje leto med vajo Problem flote X v Karibih jo je ponovila. Po tem je maja sodelovala v predsedniškem pregledu v Norfolku in se vrnila v San Pedro 21. junija 1930.
V ostanku desetletja pred drugo svetovno vojno je delovala predvsem na področju San Diego-San Pedro, razen ko je sodelovala v vsakoletnih Problemih flote in vzdrževalnih pregledih v ladjedelnici Bremerton Navy Yard.

## 1941
Med 14. in 29. oktobrom 1940 je Saratoga opravila transport vojaškega osebja iz San Pedra na Havaje. 6. januarja 1941 je zaplula v ladjedelnico Bremerton Navy Yard za modernizacijo (širjenje vzletne steze spredaj, dodani novi protiletalski topovi,...). Bremerton je zapustila 28. aprila; sodelovala je v veliki izkrcevalni vaji v maju ter med junijem in oktobrom opravila dve plovbi na Havaje. 
Med napadom na Pearl Harbor je Saratoga plula v zaliv San Diega po opravljenem vzdrževanju v suhem doku v Bremertonu. Naslednjega dne je odplula proti Pearl Harborju kot jedro tretje bojne skupine (Lexington in Enterprise sta že bili na morju); nosila je marinska letala, ki naj bi okrepila posadko otoka otok Wake. 15. decembra je priplula v Pearl Harbor, kjer se je ustavila le za oskrbovanje z gorivom. Nato se ji je pridružila Tangier (AV-8), ki je imela na krovu vojake in oskrbo, medtem ko sta Lexington in Enterprise izvajala oddaljeno zaščito. Toda zaradi majhne hitrosti tankerja v sestavi Saratoške skupine in oskrbovanja rušilcev z gorivom, je lahko izplula šele 21. decembra. Toda, ko je poveljstvo izvedelo za katastrofalno stanje na otoku, je naslednjega dne Saratogo odpoklicala nazaj. 23. decembra je padel Wake.

## 1942
Saratoga je nadaljevala operacije na Havajih; toda 11. januarja 1942 je ladjo zadel torpedo iz japonske žepne podmornice I-16. Življenje je izgubilo 6 članov posadke in trije predeli so bili poplavljeni, toda letalonosilka je priplula na Oahu brez tuje pomoči. Tam so odstranili njene 8-palčne topove, saj so bili neuporabni proti letalom in obramba otoka je potrebovala dodatno ognjeno moč. Nato je odplula nazaj proti Pearl Harborju, kjer so jo popravili in namestili sodobne protiletalske baterije.
Saratoga je zapustila Puget Sound 22. maja in se odpravila proti San Diegu, kamor je prispela 25. maja. Tam je opravila urjenje, dokler ni dobila ukaza, da odpluje proti Midwayu. Toda odplula je šele 1. junija; v Pearl Harbor je prispela 6. junija; toda takrat se je že končala bitka za Midway. Naslednji dan je odplula iz pristanišča, nakar je 11. junija premestila 34 svojih letal na Hornet in Enterprise, ki sta bila na tesnem z letali. Vse tri letalonosilke so odplule proti severu, da bi napadli japonske oborožene sile na Aleutih, toda operacija je bila odpovedana in tako se je 13. junija Saratoga vrnila v Pearl Harbor. 
Med 22. in 29. junijem je Saratoga transportirala marinska in vojaška letala na Midway. 7. julija je odplula proti jugozahodnem Pacifiku. Od 28. do 29. julija je izvajala zračno zaščito nad Fidžijem med pripravo na napad na Guadalcanal. Kot admiralska ladja Franka Jacka Fletcherja je Saratoga začela bitko za Guadalcanal zgodaj 7. avgusta. Naslednja dva dni je izvajala zračno zaščito za izkrcevalne enote. Prvi dan je zavrnila japonski napad, toda ker so pričakovali nove, se je 8. avgusta umaknila iz neposredne bližine otoka. Nato je delovala vzhodno od Solomonovih otokov v pričakovanju japonskega napada.
Ta napad je bil odkrit 23. avgusta, ko so odkrili japonsko transportno silo. Saratoga je takoj odposlala letala, toda le-ti niso našli Japonce. Letala se niso vrnila na letalonosilko, ampak na Guadalcanal, kjer so preživeli noč. Naslednje jutro so se vrnili nazaj na matično ladjo, ko so dobili podatke o lokaciji japonskih sil. Dve uri pozneje so ponovno odposlali letala, ki so bila tokrat uspešna, saj so potopili japonsko matično ladjo mornariških letal Chitose. Zaradi nizkih oblakov japonska letala niso opazila Saratoge, toda opazili, napadli in poškodovali so Enterprise. Siloviti ameriški napadi so prisilili Japonce, da so preklicali napad na Guadalcanal. 
Po tem se je 25. avgusta odpravila nazaj na patruljiranje okoli Solomonovih otokov. Teden kasneje je ladjo zadel torpedo iz japonske podmornice I-26. V napadu ni bilo žrtev in poplavljen je bil le en prekat, toda posledični kratki stiki so povzročili izpad elektrike in pogonske sile. Ladja je obstala. Križarka Minneapolis je začela vleči letalonosilko proti pristanišču, medtem ko so bila letala odposlana na kopenska letališča. Popoldne so uspeli popraviti električno omrežje in ladja je dosegla hitrost 10 vozlov. Po popravilu v Tongatabu (med 6. in 12. septembrom) je 21. septembra priplula v Pearl Harbor na dokončna popravila.

## 1943
Saratoga je 10. novembra odplula iz Pearl Harborja in napredovala preko Fidžija proti Noumeju, ki ga je dosegla 5. decembra. Naslednje leto je delovala na tem področju in izvajala zračno zaščito za vzhodne Solomonove otoke. Med 17. majem in 31. julijem 1943 je bila okrepljena z britansko letalonosilko HMS Victorious. 20. oktobra se ji je pridružila še USS Princeton (CVL-23). Medtem, ko so se 1. novembra vojaki izkrcali na Bougainville, so lovci nevtralizirali bližnja japonska letališča na Buki. 5. novembra je izvedla najbolj briljanten napad med celotno drugo svetovno vojno, ko so njena letala napadla in uničila večino japonskih križark pri Rabaulu. Iz tega napada je odplula nepoškodovana; 11. novembra je ponovila napad.
Saratoga in Princeton sta bili nato premeščeni k Relief Carrier Group za ofenzivo na Gilbertove otoke. 19. novembra je napadla Nauru in 23. novembra se je združila s transportnimi ladjami, ki so bile namenjena proti Makinu in Waku. V okolici Waka so izvajali zračno zaščito, medtem ko so se izkrcavale okrepitve za posadko na otoku. 20. novembra se je odpravila nazaj proti ZDA. Od 9. decembra 1943 do 3. januarja 1944 je bila v San Franciscu; v tem času so zamenjali 36 20-mm protiletalskih topov s 60 40-mm.

## 1944
Letalonosilka je 17. januarja priplula v Pearl Harbor, kjer je opravila krajše usposabljanje. 19. januarja je zapustila Pearl Harbor v spremstvu lahkih letalonosilk Langleya in Princetona kot podpora napada na Marshallove otoke. Med 29. in 31. januarjem, 3. in 6. februarjem ter 10. in 12. februarjem so njena letala napadla Wotje in Taroa, nato Engebi in Eniwetok. En dan pred izkrcanjem, 16. februarja, je zadala zadnje udarce japonskim silam; nato je do 28. februarja izvajala bojne zračne patrulje v podporo izkrcanju.
Saratoga je nato zapustila Pacifik za skoraj leto dni, saj je bila premeščena na Bližnji vzhod v podporo britanske Kraljeve vojne mornarice. 4. marca je zapustila Majuro s spremstvom treh rušilcev in odplula v smeri otoka Espiritu - Hobart - Tasmanija - Fremantle, nakar je vplula v Indijski ocean in se pridružila Britanski vzhodni floti. 27. marca se je srečala z britansko skupino, ki so jo sestavljale letalonosilka HMS Illustrious in štiri bojne ladje s spremstvom. Skupaj so 31. marca prispeli na Cejlon. 12. aprila je prispela francoska bojna ladja Richelieu in okrepila to mednarodno formacijo. Naslednja dva dneva so ladje skupaj izvajale usposabljanje. 16. aprila so zapluli na morje in 19. aprila napadli pristanišče Sabang na Sumatri. 17. maja je izvedla drug napad na pristanišče Soerabaja (Java).
Saratoga je 10. junija 1944 prispela v Bremerton, kjer je bila med poletjem nastanjena zaradi popravil. 24. septembra je prispela v Pearl Harbor in začela z usposabljanjem eskadrilj nočnih lovcev. V avgustu 1944 je imela le Independence zračno skupino, ki je bila usposobljena za nočno letenje. Istočasno je bila Carrier Division 11 (Saratoga in Ranger (CV-4)) zadolžena za nočno urjenje pilotov. Saratoga je to opravljala skoraj 4 mesece. 29. januarja 1945 je odplula na morje, da bi skupaj z Enterprise tvorila skupino za nočne napade za bližnjo bitko za Iwo Jimo.

## 1945
Saratoga je 7. februarja prispela v Ulithi ter se od tam odpravila tri dni pozneje, skupaj s petimi drugimi letalonosilkami in njihovimi skupinami. 12. februarja je izkrcala marince na Tinianu; nato pa je izvedla med 16. in 17. februarjem diverzantske napade na japonske domače otoke. Med bitko za Iwo Jimo je skrbela za zračno zaščito, medtem ko so druge letalonosilke izvajale napade na otok. Kljub temu so Saratogini lovci izvedli napade na dve japonski letališči. 18. in 19. februarja je bila celotna sila v postopku oskrbe. 21. februarja se je pridružila izkrcevalni sili s spremstvom treh rušilcev; skupaj so začeli izvajati nočne patrulje okoli otoka Či-či Jima. Toda istega dne ob 17.00 je skupina doživela zračni napad, v katerem je letalonosilka prejela pet zadetkov v treh minutah. Krov je bil uničen, trup je bil prebit na dveh krajih, divjali so požari in umrlo oz. izginilo je 123 članov posadke. Ob 19.00 je prejela še en zadetek. Toda ob 20.15 so ukrotili požare in letala so lahko pristala. Nato je dobila ukaz, da odpluje proti Eniwetoku in nato proti na zahodni obali ZDA, kamor je prispela v Bremerton 16. marca.
22. maja je zapustila Puget Sound in se odpravila v Pearl Harbor, kjer je od 3. junija izvajala usposabljanje vojaških pilotov. To je opravljala do 6. septembra, nakar je po japonski kapitulaciji 9. septembra odplula s Havajev proti ZDA v sklopu operacije Čarobna preproga; na njenem krovu je bilo 3.712 veteranov. Do konca operacije je domov prepeljala 29.204 veteranov, več kot katerakoli ladja. Takrat je postavila tudi rekord največjega števila pristankov letal, in sicer 98.549 pristankov v 17 letih.

## Upokojitev
S prihodom velikega števila letalonosilk razreda essex, je postala Saratoga presežek v povojnem času; tako je bila dodeljena k operaciji Križišča, da bi testirala posledice atomske bombe na vojaških plovilih. Prestala je prvi val (zračni test ABLE, 1. julij 1946) z manjšimi poškodbami, toda naslednji (podvodni Test Baker, 25. julij) je bil usoden. Bomba je bila nameščena 457,2 m od ladje. Sprva so jo poskusili rešiti, a se zaradi radioaktivnosti niso mogli zadrževati v bližini. Sedem in pol ur pozneje se je potopila na dno lagune. Iz pomorskega lista je bila uradno črtana 15. avgusta 1946.
Za svoje zasluge med drugo svetovno vojno je prejela sedem bojnih zvezd.
Danes je letalonosilka priljubljen kraj rekreacijskih potapljačev, saj je le 12,2 m pod gladino. Danes je to edina podvodna razbitina letalonosilke, ki si jo lahko ogledajo tudi rekreativni potapljači.

## Pripadniki
Poveljniki ladje
- kapitan Albert Cushing Read: 16. junij 1938 - 15. marec 1940
- kapitan Robert P. Molten: 15. marec - 6. junij 1940
- kapitan Archibald H. Douglas: 6. junij 1940 - 12. maja 1942
- kapitan Dewitt Clinton Ramsey: 12. maj - 27. september 1942
- kapitan Gerald Francis Bogan: 27. september 1942 - 7. april 1943
- kapitan Henry Maston Mullinnix: 7. april - 22. avgust 1943
- kapitan John Howard Cassady: 22. avgust 1943 - 22. junij 1944
- kapitan Thomas Upton Sisson: 22. junij - 31. julij 1944
- kapitan Lucian Ancel Moebus: 31. julij 1944 - 27. april 1945
- kapitan Frank Akers: 27. april 1945 - 4. februar 1946
- kapitan John Ronald Diffley: 4. februar - 6. marec 1946
- kapitan Stanhope Cotton Ring: 6. marec - 2. junij 1946
- kapitan Donald Swain MacMahan: 2. junij 1946 - 25. julij 1947

## Saratoga v kulturi
Film Hell Divers iz leta 1931, v katerem sta igrala Wallace Beery in Clark Gable kot dva pilota, govori o delovanju letalonosilke in njene letalske posadke.